# Aloe hoffmannii
Aloe hoffmannii é uma espécie de liliopsida do gênero Aloe, pertencente à família Asphodelaceae.